# Porto-Franco
Porto-Franco este un film dramatic românesc din 1961 regizat de Paul Călinescu. Rolurile principale au fost interpretate de actorii Ștefan Ciobotărașu, Simona Bondoc și Geo Barton. Este o ecranizare a  romanului Europolis de Jean Bart. A avut premiera la 28 decembrie 1961.

## Distribuție
- Ștefan Ciobotărașu ca Stamate
- Simona Bondoc ca Penelopa
- Geo Barton ca Nick Santo
- Niki Atanasiu ca Armatorul
- Fory Etterle ca Doctorul
- Marcel Enescu ca Rezidentul
- Viorica Petrescu ca Soția rezidentului
- Liliana Tomescu ca Olimpia
- Mișu Fotino ca Nicu Politicu
- Ion Dichiseanu ca Deliu
- Elena Caragiu ca Evantia
- Nicolae Praida ca Dan Neagu
- Nucu Păunescu ca Primarul
- Silvia Colberti ca Soția primarului
- Emanoil Petruț ca Olteanu
- Ion Ulmeni ca Logoride
- Dem Hagiac ca Bragagiul
- Haralambie Polizu ca Agentul
- Gheorghe Andreescu ca Jean
- Nicolae Motoc ca Baull
- Mircea Șeptilici ca Amiralul
- Nelly Sterian ca Soția amiralului
- Ștefan Mihăilescu-Brăila ca Ispășescu
- Jean Lorin Florescu ca Un spărgător de grevă
- Benedict Dabija ca Lae
- Cella Dima ca Rose Pompon
- Silvia Solomonescu ca Peggy Gry
- Virginica Popescu ca Lolita
- Haralambie Boroș ca Șeful poliției
- Gheorghe Angheluță ca Vameșul
- Neofita Pătrașcu ca Marițica
- Elena Burmaz ca Dna. Totoiu
- Carol Kron ca Prietenul
- Mircea Balaban ca Afaceristul
- George Negoescu ca Poștașul
- Dinu Lucian ca Ordonanța lui Deliu
- Ion Iliescu ca Tutungiul
- Traian Petruț ca Maltezul
- Romulus Bărbulescu ca Un hamal
- Dan Vizante ca Secundul
- Nicolae Crișu ca Al doilea hamal
- Ion Atanasiu-Atlas ca Chiorul
- Dorin Sireteanu ca Hristaki
- Dorin Dron ca Pescarul
- Manuela Gheorghiu ca Cumnata rezidentului

## Producție
Filmările au avut loc în perioada 18 martie – 10 august 1961, cele exterioare la Sulina, cele interioare la Buftea. Cheltuielile de producție s-au ridicat la 5.032.000 lei.

## Primire
Filmul a fost vizionat de 2.377.543 de spectatori în cinematografele din România, după cum atestă o situație a numărului de spectatori înregistrat de filmele românești de la data premierei și până la data de 31 decembrie 2014 alcătuită de Centrul Național al Cinematografiei.